# Словеначко домобранство
Словеначко домобранство (скраћено СД) била је словеначка квислиншка оружана формација.
Словеначка Домовинска гарда основана је септембра 1943. у Љубљани, како би се борила против Освободилне фронте. Организовали су је Немци као добровољачку организацију чији су чланови били већином антикомунисти. У служби окупатора борили су се против партизана и словеначког покрета отпора.
При организовању словеначког домобранства учествовали су пуковник Ернест Петерлин и генерал Леон Рупник. Словеначки домобрани су полагали јавну заклетву на Хитлеров рођендан 20. априла 1944. године.
На крају рата, чланови Домовинске гарде су, заједно са немачком војском, одступили у Аустрију, где су их Британци разоружали као немачке колаборационисте. Јуна 1945. Британци су их вратили натраг у Словенију. Процењује се да је између 7.000 и 11.000 заробљеника убијено је на неколико локација у Словенији.

## Историја
Домобранство у Словенији је квислиншка војна формација настала након капитулације Италије на иницијативу бившег југословенског генерала Леона Рупника. Од разбијене Беле гарде формирана је Словенска домобранска легија. За њеног команданта прогласио се сам Рупник. Од те формације, у одлучујућу потпору издајничких клерикалних политичара, развило се Словенско домобранство, које је у јесен 1944. имало око 13.000 припадника. На челу је био Организациони штаб, који је у оперативном погледу био потпуно подређен немачком вишем шефу SS-а и полиције Ервину Резенеру, односно његовом Руководећем штабу за борбу против партизана. Окупатор је установио и Штаб за развој (Aufbaustab) који је био веза између остала два штаба, а такође је обучавао домобране. Они су третирани као помоћна немачка полиција и њих је окупатор финансирао и оскрбљавао. У априлу 1944. односно јануару 1945, домобрани су се и јавно заклели на верност Хитлеру да би у борби против НОПа били још више везани уз окупатора, који их је углавном користио за упаде на ослобођену територију и за чување важних путева.
У гарнизонске чете окупатор је организовао и веће покретљиве домобранске јединице. У јесен 1943. формирао је 5 батаљона и до фебруара 1944. преформирао их је у седам борбених група, које су затим поново преформиране у 4 посебне групе. Лета 1944. поново су формирана 4 ударна батаљона да би се до пролећа 1945. повећао на 6. Међутим ти су батаљони већ били помешани са јединицама немачке полиције и њима су командовали немачки официри. Једино 2. батаљон Вука Рупника у Церкници није био под немачком командом. Септембра 1944. Рупник је постао генерални инспектор Словенског домобранства, али је тај назив имао само формално. У новембру 1943. у Словеначком приморју је тамошњи виши шеф СС-а и полиције Одило Глобочник основао домобранство под називом Словенски народни варностни збор. На челу збора био је Организациони штаб под вођством пуковника Антона Кокаља. У јесен 1944, имао је 15 чета и приближно 2.000 припадника. И та се формација почетком 1945. организовала у батаљоне и имала 4 ударна батаљона у оквиру 1. словенског ударног пука. У Горењској су прве домобранске јединице основане у лето 1944. и то под окриљем Гестапоа уз помоћ руководства Словеначког домобранства и реакционарних вођа грађанских странака из Љубљане.
У пролеће 1945. горењско домобранство је имало 47 станица у којима је било 1.800 припадника. Поткрај рата Народни одбор, као противреволуционарни политички орган све је домобране и словенске четнике прогласио Словеначком народном војском и подредио Драгољубу Михаиловићу. Кад су армије НОВОЈ почеле продирати према западу, домобрани и водећи људи бивших грађанских странака заједно са окупатором побегли су из домовине, Приморски домобрани повукли су се у Фурланију, а горењски и они из Љубљанске покрајине у Корушку. Њих су британски савезници крајем маја 1945, предали југословенским властима.